# JDM

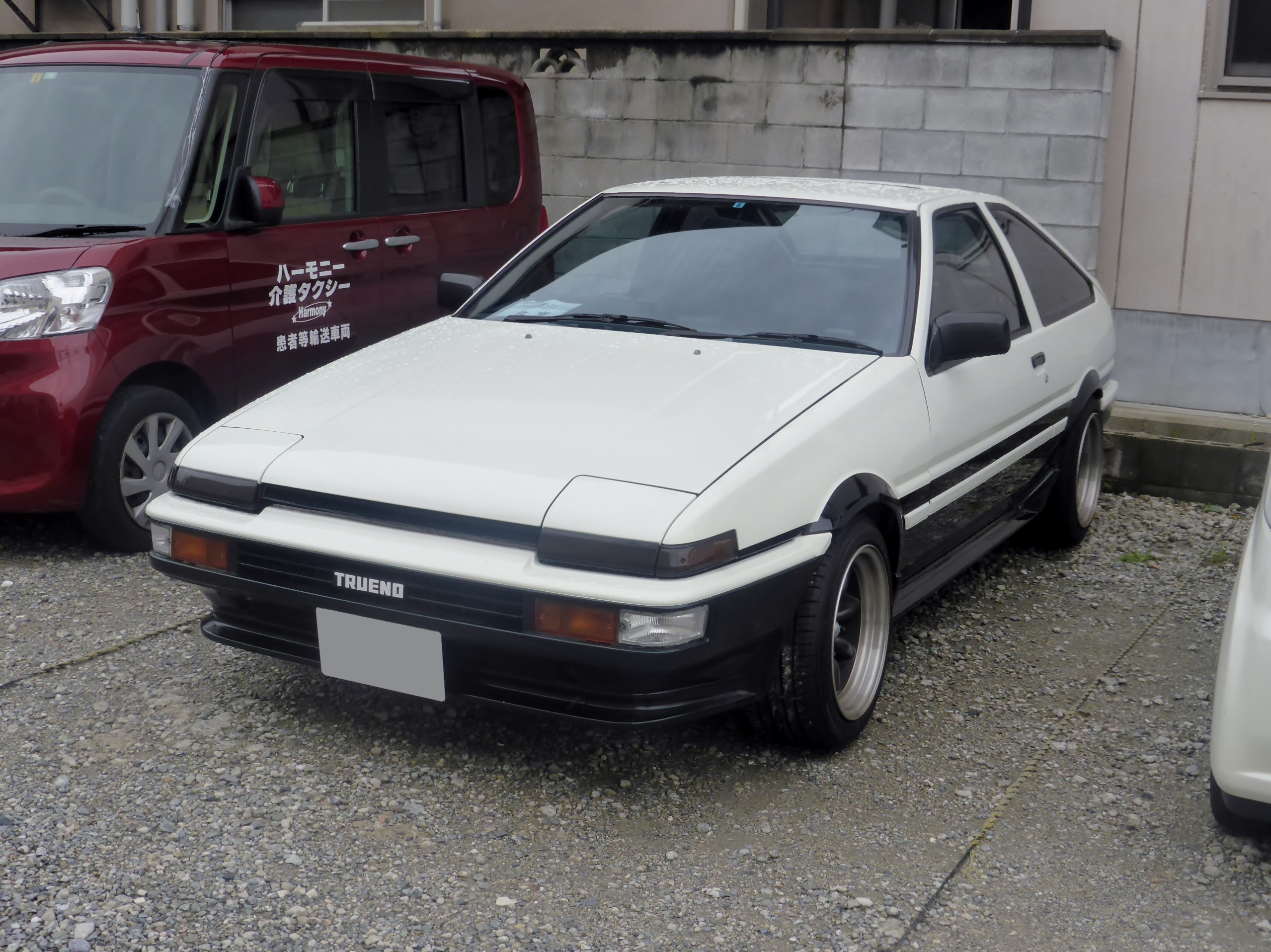
Toyota Sprinter Trueno w Japonii

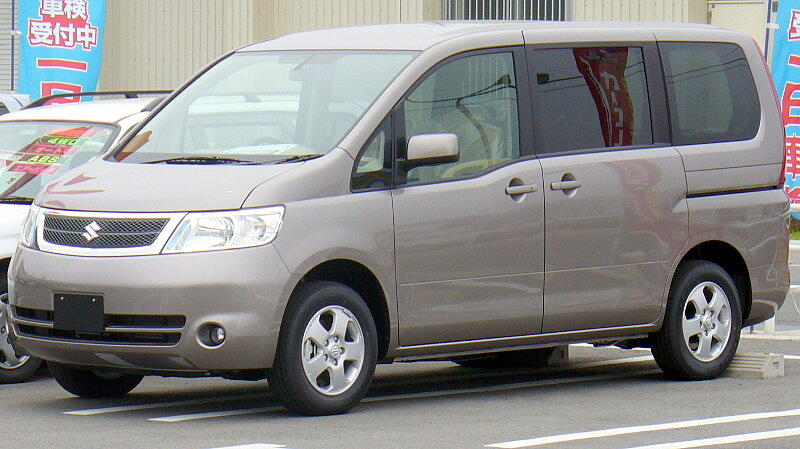
Suzuki Landy w Japonii

JDM (Japanese Domestic Market, dosł. Japoński rynek krajowy) – pojęcie związane z motoryzacją, oznaczające samochód wyprodukowany przez japońskie firmy z myślą o rodzimym rynku. Pojęcie to zostało spopularyzowane w Stanach Zjednoczonych, wśród miłośników japońskiej motoryzacji z końca XX wieku.
Wbrew powszechnie stosowanemu przeświadczeniu, JDM-em według pierwotnego znaczenia tego pojęcia nie powinien być określany samochód japońskiej marki wyprodukowany dla dowolnego zewnętrznego rynku, np. europejskiego lub amerykańskiego, lecz wyłącznie taki, który powstał w Japonii na wewnętrzne potrzeby lokalnego rynku.

## Cechy

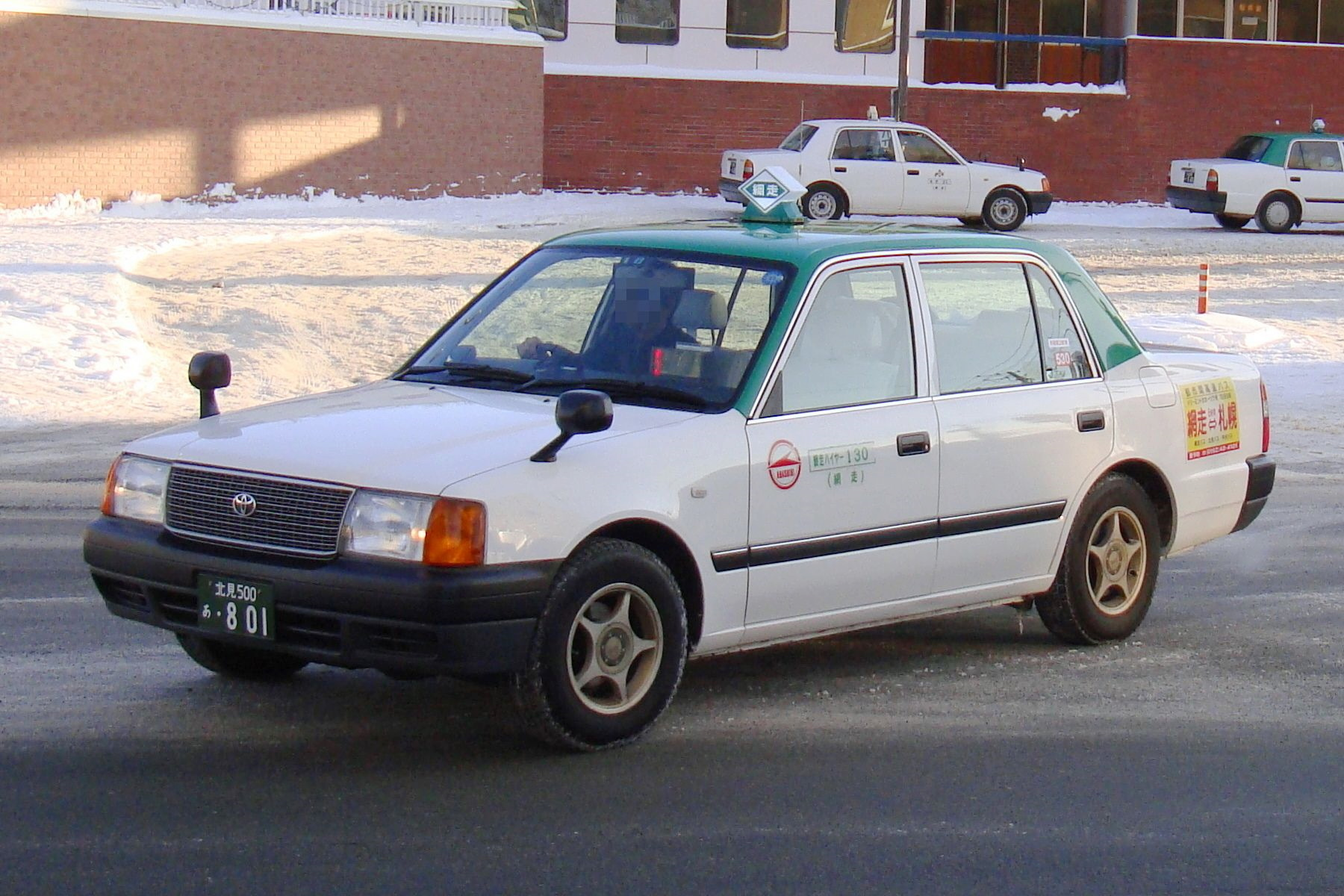
lusterka na błotnikach w japońskiej taksówce Toyota Comfort

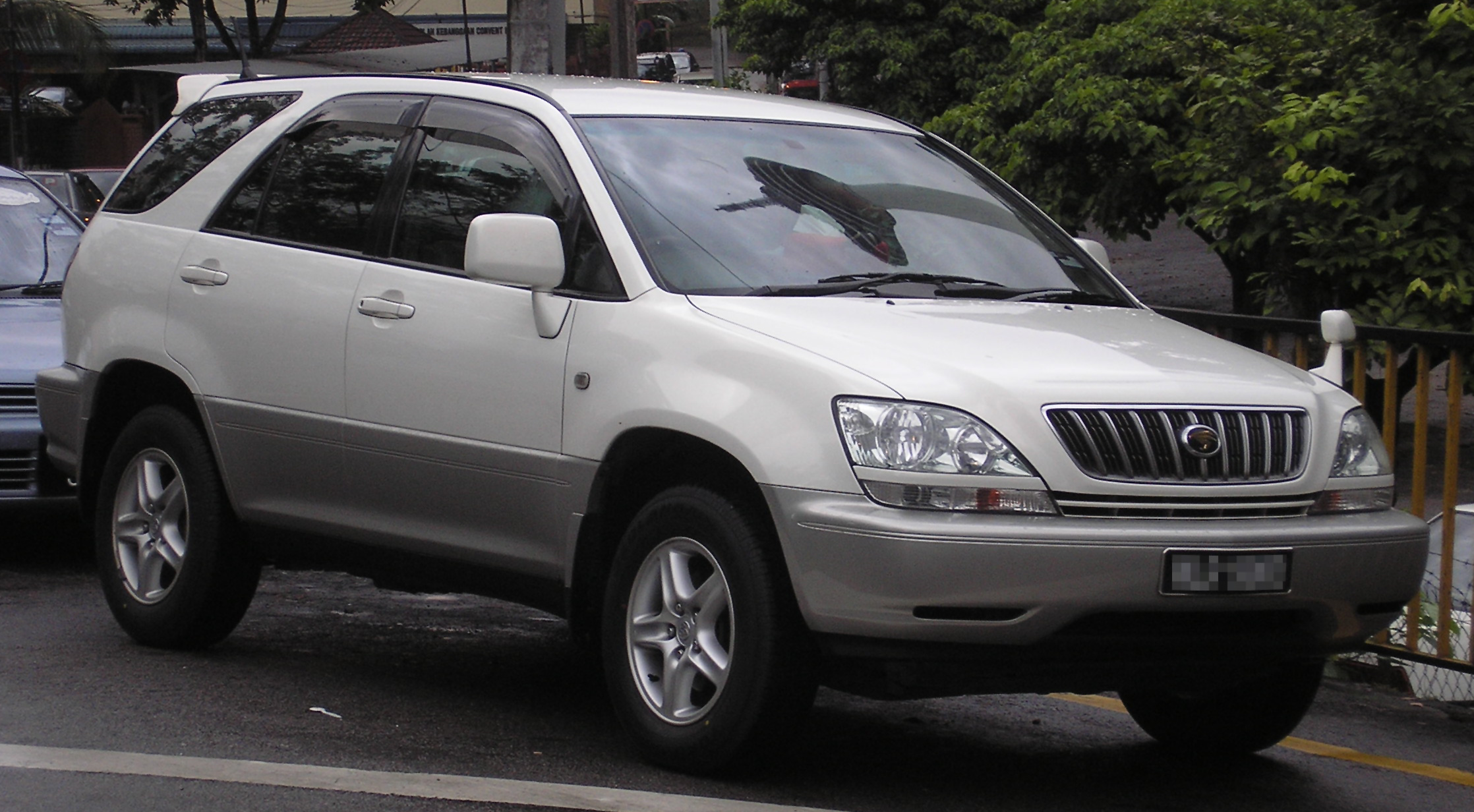
trzecie lusterko na Toyocie Harrier wyprodukowanej na japoński rynek

### Techniczne
Wiele samochodów produkcji japońskiej przewidzianych do sprzedaży poza terenem kraju różniło się od swych odpowiedników dostępnych w Japonii. Jedną z najważniejszych różnic są zmiany w budowie silnika, które ograniczają jego moc, lecz pozwalają stosować benzynę o niższej liczbie oktanowej, niedostępnej w Japonii. Silniki o identycznej pojemności skokowej przewidziane do użycia na terenie Japonii mają większą moc, lecz wymagają stosowania droższej benzyny wysokooktanowej, gdyż inaczej ryzykuje się jego uszkodzenie poprzez spalanie stukowe.
Inne różnice dotyczą wyposażenia samochodu - często pojazdy JDM posiadają elementy, które w innych krajach były całkowicie niedostępne, bądź opcjonalne. Z tego powodu pojazdy przerabiane na styl JDM często są wyposażane w importowane z Japonii elementy, takie, jak sensory deszczu, elektryczne odświeżacze powietrza, fabryczne światła halogenowe czy automatyczna klimatyzacja.

### Wizualne
Charakterystyczną cechą wizualną dla samochodów japońskich dla rynku rodzimego wytwarzanych od drugiej połowy XX do początku XXI wieku były lusterka boczne umieszczane na krawędziach przednich błotników. Argumentem za upowszechnieniem się tego rozwiązania było zapewnienie lepszej widoczności, którą szczególnie cenili japońscy taksówkarze korzystający z wyposażonych w takie rozwiązania samochodów jak np. Toyota Comfort. Pochlebne głosy obecne są także ze strony pasażerów taksówek, którzy dostrzegają w tym rozwiązaniu zapewnienie większej prywatności. Z lusterek montowanych na krawędziach błotników stał się znany także Nissan za pomocą modelu Skyline, który nosił je przez 20 lat do początku lat 80. XX wieku.
Niezależnie od powyższego rozwiązania, pokrewną charakterystyczną cechą wizualną samochodów typu JDM jest także dodatkowe, trzecie lusterko umieszczone asymetrycznie wyłącznie na lewej krawędzi. Powszechnie stosowane wobec japońskich samochodów terenowych, SUV-ów i dużych vanów ma ułatwić manewrowanie.

## Import

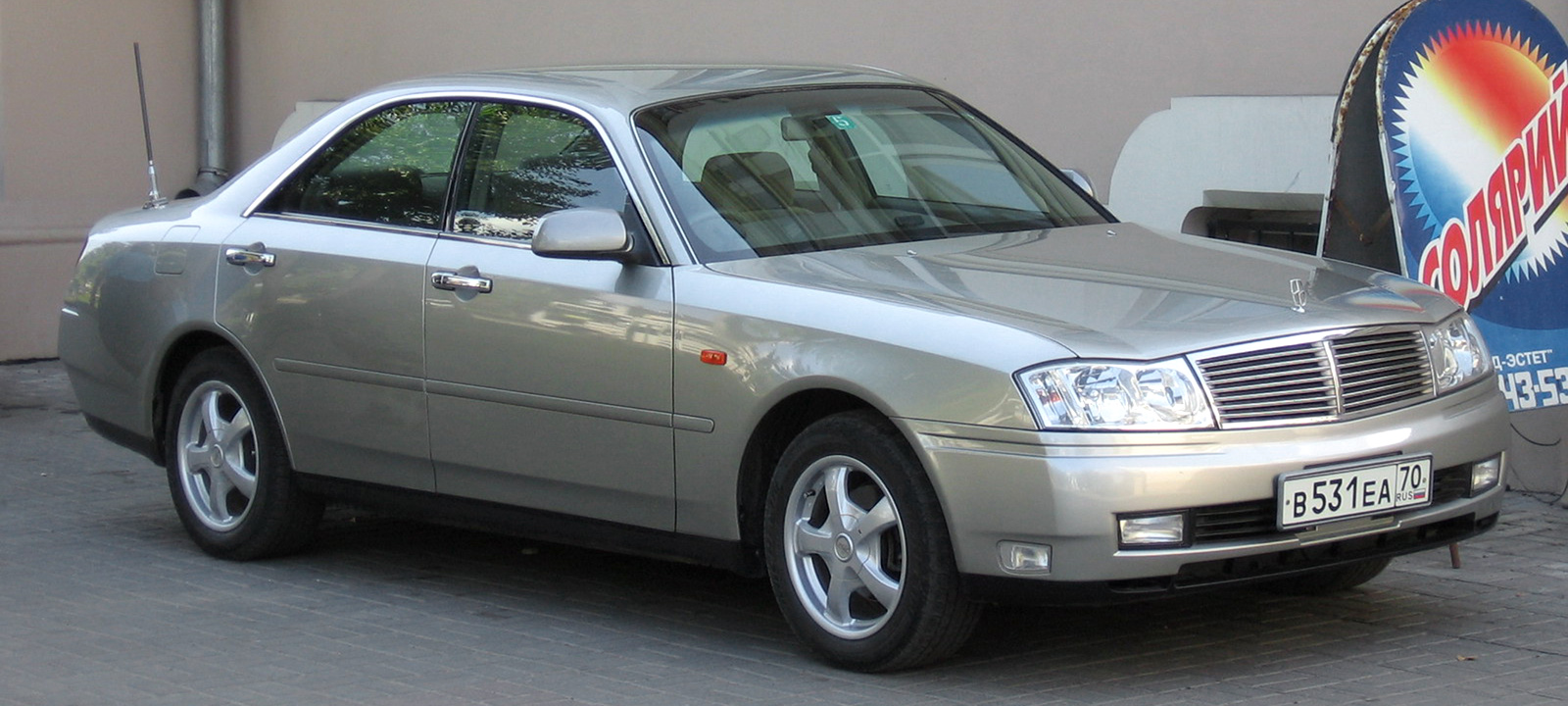
Nissan Cedric w Rosji

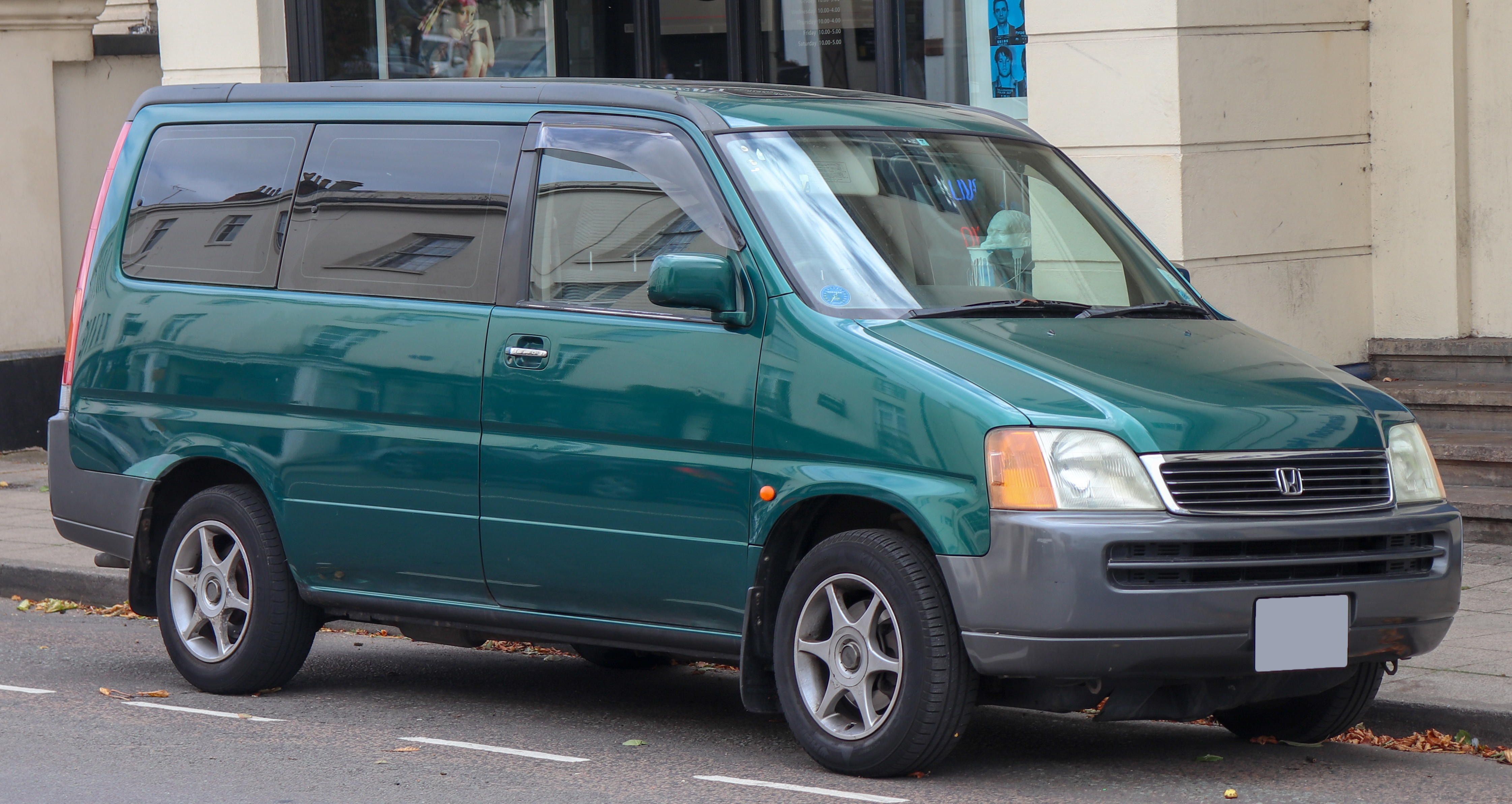
Honda StepWGN w Wielkiej Brytanii

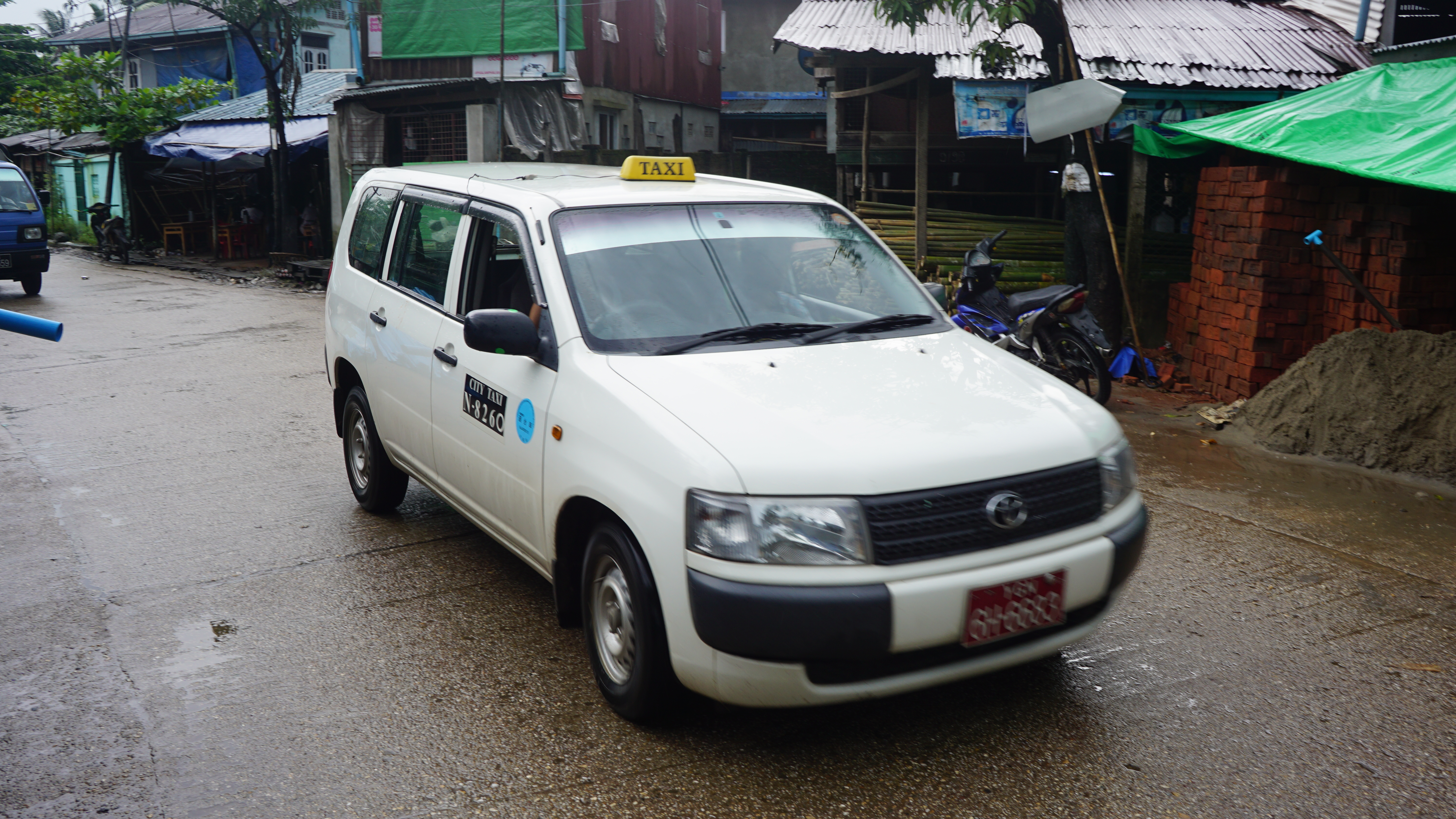
Toyota Probox w Mjanmie

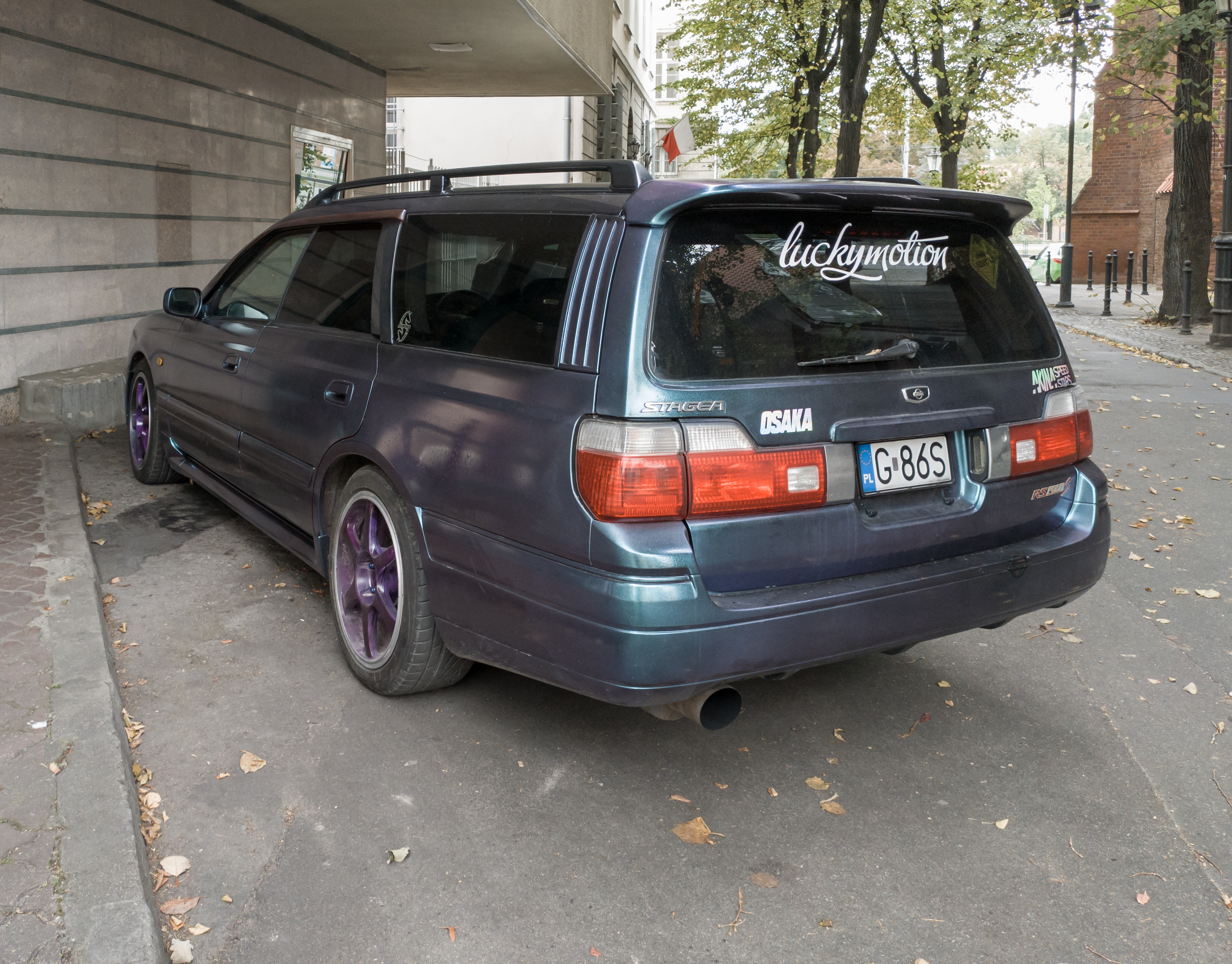
Nissan Stagea w Polsce

Choć samochody JDM zgodnie z terminem wyprodukowano specjalnie z myślą o rodzimym rynku, to cieszą się one masową popularnością na rynku wtórnym. Importem zajmują się zarówno osoby prywatne, jak i wyspecjalizowane w tym celu przedsiębiorstwa. Robią to nie tylko osoby poszukujące samochodu z powodu m.in. konkurencyjnej ceny czy oczekiwanej niezawodności związanej z relatywnie dobrą renomą japońskich producentów, ale i miłośnicy oraz kolekcjonerzy poszukujący rzadkich lub w ogóle nieoferowanych poza Japonią samochodów. 

### Ruch lewostronny
Z powodu masowego na skalę globalną zjawiska importu używanych samochodów typu JDM, pojazdy pierwotnie wyprodukowane dla nabywców w Japonii powszechnie spotykane są w różnych regionach świata. Prym w imporcie wiodą kraje ościenne Azji Wschodniej z obowiązującym jak w Japonii ruchem lewostronnym jak Singapur, Indonezja, Malezja, Hongkong czy Bangladesz. Masową popularnością cieszą się takie samochody także w krajach afrykańskich jak Namibia, Zimbabwe, Kenia czy Mozambik, z czego całkowicie zdominowały one rynek w Zambii, gdzie 70% zarejestrowanych samochodów to JDM-y. 
W krajach anglosaskich japońskie samochody z rynku wewnętrznego noszą przydomek tzw. grey cars lub grey import. Pobudki są różne w zależności od położenia geograficznego, np. w Wielkiej Brytanii sprowadzane są samochody niszowe i niespotykane w Europie na małą skalę, z kolei w relatywnie bliskiej Japonii Nowej Zelandii używane samochody JDM są na masową skalę importowane od czasu poluzowania regulacji celnych na początku lat 90. XX wieku.

### Ruch prawostronny
Z podobnych względów jak w krajach Dalekiego Wschodu czy Afryki, używane samochody JDM popularne są także w krajach, gdzie w przeciwieństwie do Japonii obowiązuje ruch prawostronny. Pomimo tego, masowo sprowadza się je do m.in. Mongolii, Gruzji, Kirgistanu czy Kazachstanu. Masową popularnością samochody z japońskiego rynku wtórnego cieszą się również w azjatyckich regionach Rosji, szczególnie w centralnej i wschodniej Syberii. Istnieją regiony, gdzie z racji bliskości Japonii JDM-y całkowicie dominują drogowy rynek wtórny - według danych z grudnia 2021 roku Kraju Chabarowskim stanowią one 87% samochodów używanych, w sąsiednim obwodzie amurskim 79%, w Jakucji 58%, a w nieco dalszym obwodzie irkuckim i obwodzie nowosybirskim – odpowiednio 43% i 32%.
Podobne zjawisko obserwowane jest w wybranych krajach Ameryki Południowej, gdzie jednak nabywcy np. Peru, Chile czy Paragwaju decydują się na samodzielną konwersję i dostosowanie umiejscowienia kierownicy do realiów ruchu prawostronnego zanim zaczną je użytkować na co dzień.
17 sierpnia 2015 roku rejestracja samochodów z kierownicą po prawej stronie stała się legalna w Polsce, co pozwoliło nie tylko na sprowadzanie takich samochodów z relatywnie bliskiej Wielkiej Brytanii, ale i z Japonii. W kolejnych latach niszowe samochody z tego rynku zyskały popularność w wąskich kręgach miłośników.

## Kultura JDM

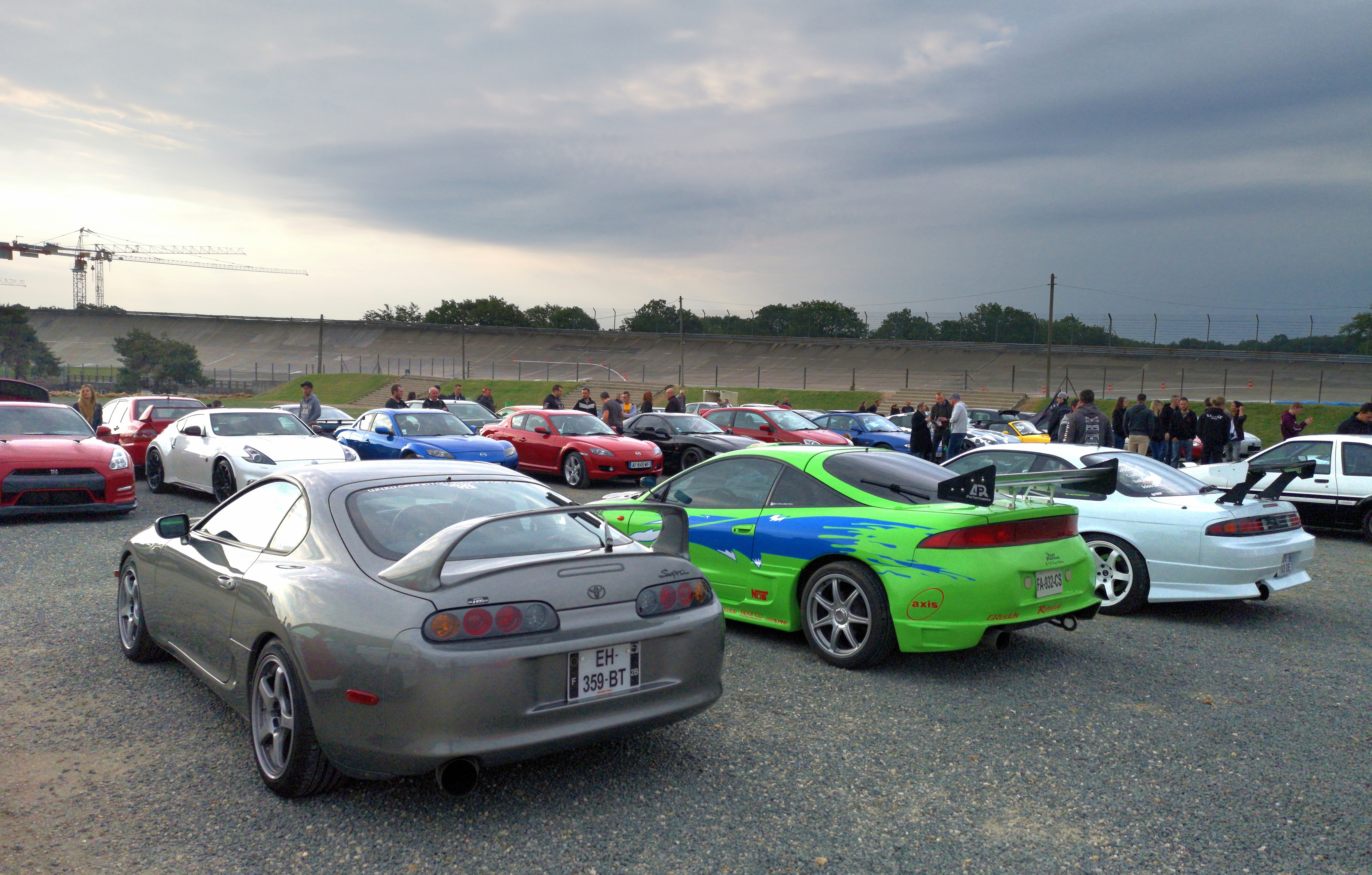
Zlot miłośników samochodów stylizowanych na JDM we Francji

Samochody JDM lub japońskie samochody wyprodukowane na rynki zewnętrzne zyskały dużą popularność wśród entuzjastów tuningu i driftu, którzy upodobali sobie charakterystyczne modyfikacje samochodów pod kątem wizualnym i technicznym.  Mają one niekiedy zadanie zwiększyć przydatność samochodu do ulicznych wyścigów, bądź do driftingu. Przeróbki te polegają między innymi na znacznym obniżeniu zawieszenia, montażu lżejszych felg, gdy zmiany w karoserii samochodu są delikatne, zazwyczaj montowane są elementy z włókna węglowego, które sukcesywnie obniżają masę samochodu. Ciekawostką są kierunkowskazy o pomarańczowych kloszach. Reszta zmian dotyczy silnika niejednokrotnie dostosowywanego do wysokich obrotów, oraz w większości przypadków, wyposażanego w turbosprężarkę.
Powtarzający się styl modyfikacji, niekiedy spopularyzowany na fali filmów z serii Szybcy i wściekli, wytworzył specyficzną subkulturę właścicieli samochodów. Upodobali oni sobie charakterystyczne dwukolorowe naklejki w kształcie strzały, a także inne symbole nawiązujące do japońskiej popkultury.

## Przykłady

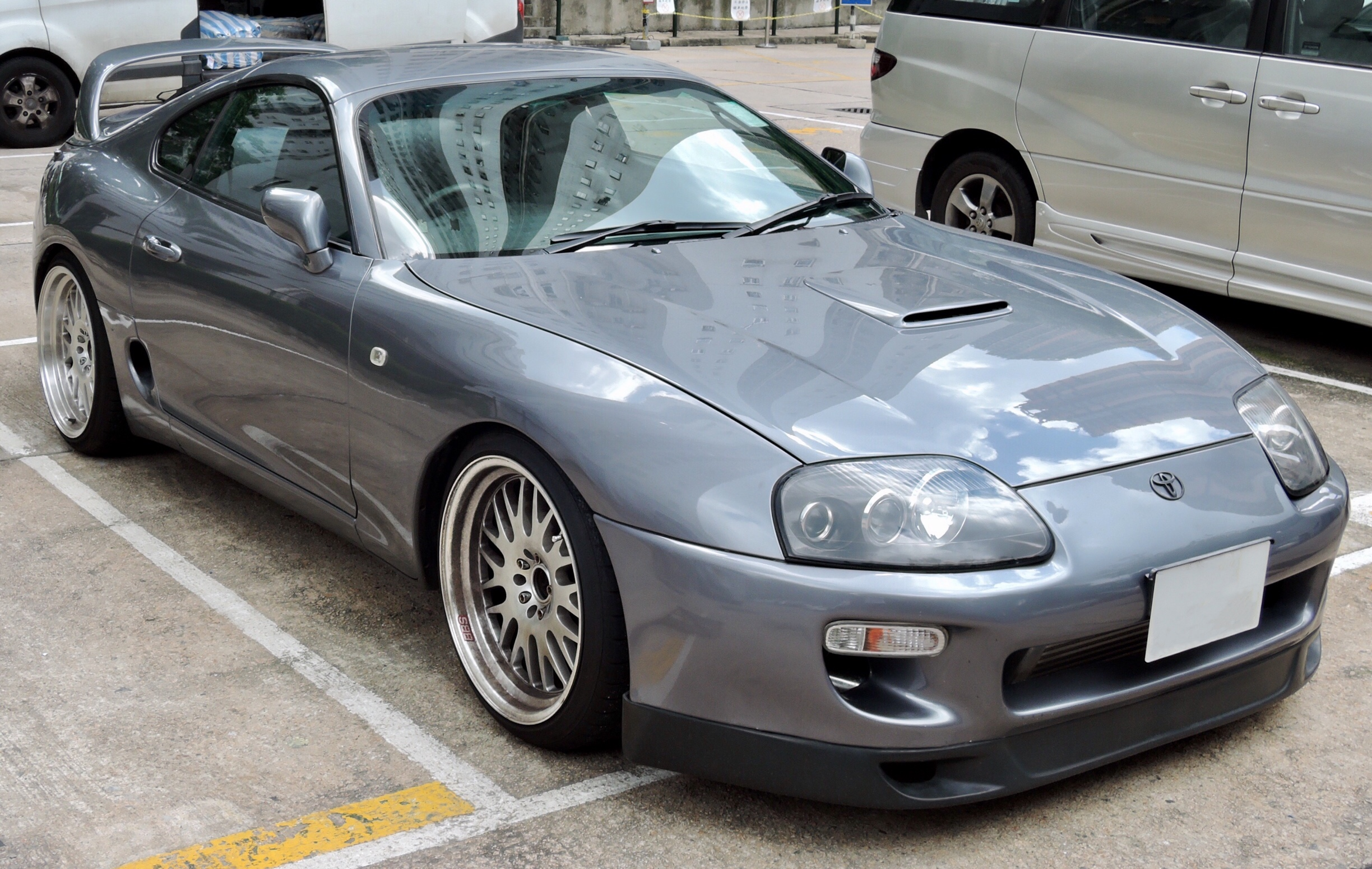
Toyota Supra (A80) – popularna baza do modyfikacji miłośników samochodów typu JDM

Często przerabiane w stylu JDM są głównie starsze japońskie pojazdy z końca oraz przełomu XX wieku z XXI wiekiem

- Mazda RX-7
- Toyota Celica
- Toyota Supra
- Toyota Corolla
- Honda Prelude
- Honda Civic
- Honda CRX
- Nissan Skyline
- Nissan 350Z
- Nissan Silvia
- Nissan 300ZX
- Nissan 200SX
- Mazda RX-8
- Mitsubishi FTO
- Mitsubishi Eclipse
- Toyota Starlet Glanza
- Honda Integra
- Honda S2000
- Lexus IS200
- Subaru Impreza

### Producenci akcesoriów
Najbardziej znane firmy produkujące akcesoria JDM to m.in.: A'pexi, Blitz, Bride, Espelir, Greddy, HKS, Injen, Mugen, Nismo, RSR, Skunk, Spoon, TRD, Takata, Tein.